# Solveig Malmkvist Bennerström
Solveig Elisabet Malmkvist Bennerström, född 10 oktober 1932, död 13 september 2023 i Huddinge distrikt, Stockholms län, var en svensk judoutövare (judoka) som var den högst graderade kvinnan i judo i Norden någonsin (7 dan). Hon var även den första svenska kvinna som tilldelats 7 respektive 6 dan i judo. Hon var en av grundarna av IK Södra som är en av Sveriges största judoklubbar. Malmkvist Bennerström hade även tränat aikido, jiu-jitsu, karate och kendo. Hon var med och tävlade i VM i kendo år 1970 som enda kvinna, vilket väckte stor uppmärksamhet. Året därpå, 1971, blev hon invald som ordförande för kendosektionen i Sverige.
Flera av Sveriges främsta kvinnliga talanger inom judon har börjat sin karriär hos Malmkvist Bennerström, exempelvis Ann Löf som år 1975 blev Sveriges första EM-medaljör och numera är chefstränare för IK Södra.
Malmkvist Bennerström hade ett stort engagemang för kvinnors plats inom judon och var drivande i arrangerandet av landets första SM i judo för damer. Hon var även engagerad i att få funktionsvarierade att delta i sporten, där hon var engagerad i, in i det sista. Malmkvist Bennerström blev den högst graderade kvinnan någonsin i Norden.
Under idrottsgalan 2024, 4 månader efter sin bortgång, hyllades Solveig Malmkvist Bennerström.